# Knooppunt Aalbeke
Knooppunt Aalbeke is een knooppunt tussen de A14/E17 en de A17/E403 nabij Aalbeke, een deelgemeente van de Belgische stad Kortrijk.
Het knooppunt is een typisch klaverblad.
| Aansluitende wegen                  | Aansluitende wegen | Aansluitende wegen | Aansluitende wegen | Aansluitende wegen                |
| ----------------------------------- | ------------------ | ------------------ | ------------------ | --------------------------------- |
| richting Brugge Ieper / Menen (A19) |                    |                    |                    | richting Kortrijk / Gent          |
|                                     |                    |                    |                    |                                   |
|                                     |                    |                    |                    |                                   |
|                                     |                    |                    |                    |                                   |
| richting Moeskroen / Rijsel (Lille) |                    |                    |                    | richting Doornik / Parijs (Paris) |

Aalbeke · Antwerpen-Centrum · Antwerpen-Haven · Antwerpen-Noord · Antwerpen-Oost · Antwerpen-West · Antwerpen-Zuid · Arquennes · Battice · Beaufays · Beveren · Bois-d'Haine · Brugge · Cerexhe · Charleroi-Nord · Charleroi-Sud · Cheratte · Daussoulx · Destelbergen · Doornik · Familleureux · Fexhe-Slins · Gent-Centrum · Gouy · Grâce-Hollogne · Groot-Bijgaarden · Hautrage · Hauts-Sarts · Heppignies · Heverlee · Hoog-Itter · Houdeng-Goegnies · Jabbeke · Jemappes · Kortrijk-West · Kortrijk-Zuid · Leonardkruispunt · Loncin · Lummen · Machelen · Marcinelle · Marquain · Merelbeke · Moorsele · Neufchâteau · Ranst · Sint-Stevens-Woluwe · Strombeek-Bever · Thiméon · Ville-sur-Haine · Vottem · Wilrijk-Valaar · Zaventem · Zwijnaarde